# Vila dos Remédios
Vila dos Remédios is de hoofdplaats van het Braziliaanse eiland Fernando de Noronha. Volgens het Instituto Brasileiro de Geografia e Estatística (IBGE) telde de plaats in 2008 3012 inwoners en in 2010 2629. 
In Vila dos Remédios staan de enige gezondheidspost, school en politiebureau van de archipel. Ook is er het hoofdkwartier gevestigd van de enige televisiezender van het eiland, Golfinho TV, die gelieerd is aan Rede Globo. 
Het plaatsje is gesticht in 1917 en is via de snelweg BR-363 verbonden met de luchthaven Fernando de Noronha.